# Lachlan MacLachlan
Lachlan MacLachlan (9 de maio de 1791 - 30 de abril de 1849) foi um advogado escocês e, brevemente, um membro do parlamento da Associação de Revogação.
MacLachlan tornou-se Membro do Parlamento (MP) da Associação de Revogação por Galway Borough em 1832, mas foi destituído por petição em 30 de abril de 1833.